# Bettighofen

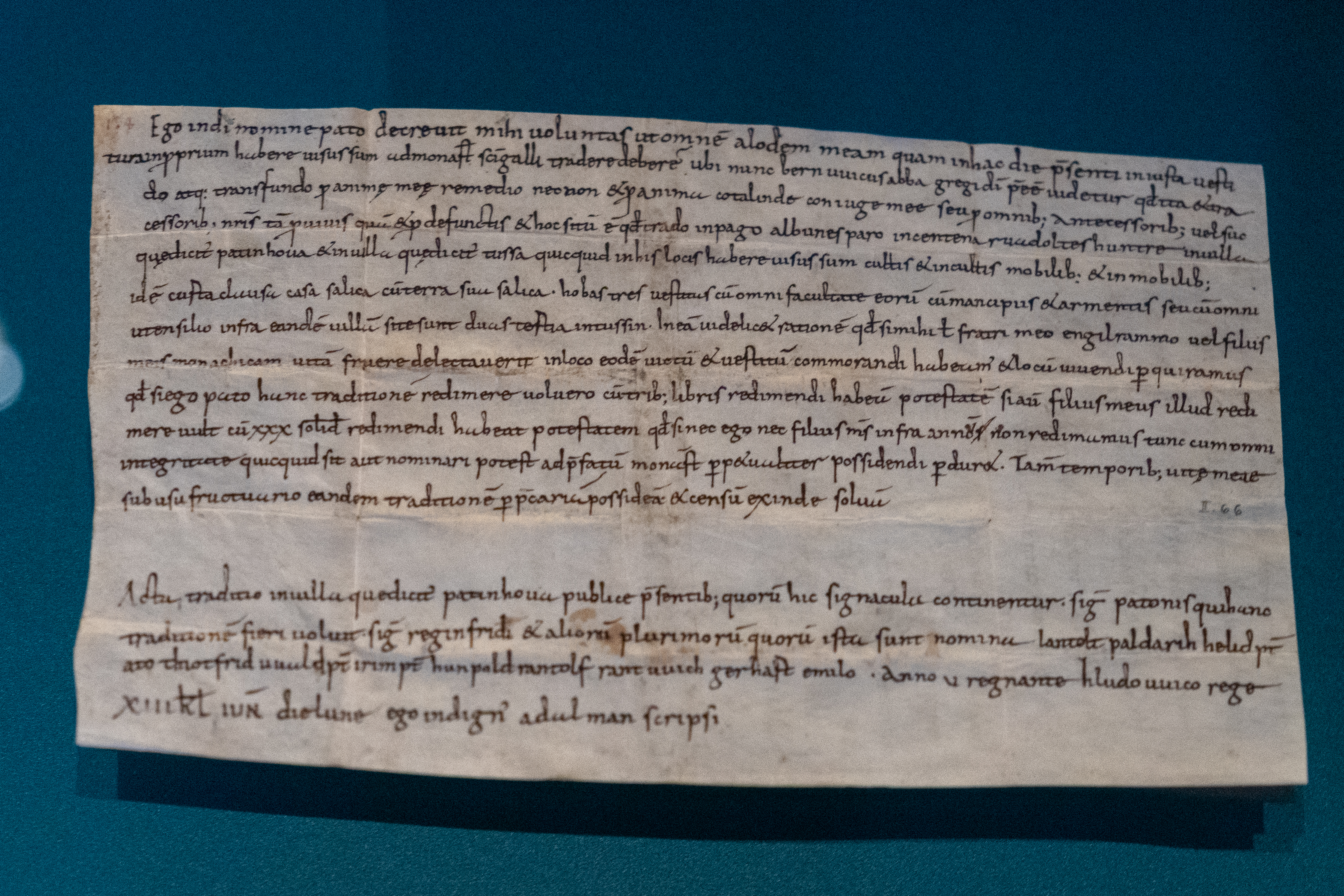
Pato schenkt dem Kloster St. Gallen umfangreichen Besitz in Bettighofen und Rißtissen, Urkunde im Stiftsarchiv St. Gallen, 20. Mai. 838

Bettighofen ist ein Ortsteil der Gemeinde Unterstadion im Alb-Donau-Kreis in Baden-Württemberg. Der Weiler liegt weniger als einen Kilometer nordwestlich von Unterstadion an der Landstraße 273.

## Geschichte
Der Ort wird 838 als „Patinhova“ erstmals erwähnt.  Die Siedlung entstand vermutlich während des merowingischen Landausbaus. 838 war der Ort in der Albuinsbaar und in der Ruadoldeshuntare gelegen. Bettighofen war später Besitz der Pfalzgrafen von Tübingen und Ausstattungsgut des Klosters Obermarchtal. Auf unbekanntem Weg kam der Ort an die Herrschaft Emerkingen.